# SC Humaitá
SC Humaitá is een Braziliaanse voetbalclub uit Porto Acre in de staat Acre

## Geschiedenis
De club werd opgericht in 2003 en werd in 2015 een profclub. De club nam deel aan de tweede klasse van de staatscompetitie. Na een laatste plaats in het eerste seizoen werd de club het jaar erop ongeslagen kampioen en promoveerde. Na een aantal jaar in de middenmoot werd de club in 2021 vicekampioen achter Rio Branco, waardoor de club zich voor het eerst plaatste voor de Copa do Brasil en Série D, al werden beide competities geen succes voor de club. In 2022 veroverde de club de staatstitel. Op national niveau kon de club echter andermaal geen potten breken. In 2023 werd de club opnieuw vicekampioen achter Rio Branco. 

## Erelijst
Campeonato Acreano
2022